# En Camargue (Daudet)
En Camargue est une nouvelle des Lettres de mon moulin d'Alphonse Daudet.

## Publication
En Camargue est initialement publié en deux livraisons dans le quotidien Le Bien public les 24 juin et 8 juillet 1873 dans la série Les Contes du lundi,, avant d'être inséré dans le recueil Robert Helmont de Daudet en 1874, avec une dédicace à Timoléon Ambroy.
À l'instar des Douaniers, des Étoiles, des Oranges et des Sauterelles, l’œuvre figure ensuite dans l'édition dite « définitive » des Lettres de mon moulin, publiée par Alphonse Lemerre en 1879.

## Composition
La nouvelle est divisée en cinq parties numérotées :
1. Le Départ ;
2. La Cabane ;
3. À l'espère ! (À l'affût !) ;
4. Le Rouge et le Blanc ;
5. Le Vaccarès.

## Résumé
Parti en Camargue à la chasse aux canards sauvages, l'auteur décrit en cinq tableaux le cérémonial de circonstance, la nature environnante, la vie quotidienne des gardes-chasse, ainsi que le ballet d'une manade (manado) aux abords de l'étang de Vaccarès :
« [...] Nos bergers provençaux appellent cette manœuvre : vira la bano au giscle — tourner la corne au vent. Et malheur aux troupeaux qui ne s’y conforment pas ! Aveuglée par la pluie, entraînée par l’ouragan, la manado en déroute tourne sur elle-même, s’effare, se disperse, et les bœufs éperdus, courant devant eux pour échapper à la tempête, se précipitent dans le Rhône, dans le Vaccarès ou dans la mer. »

## Adaptation
En Camargue a été enregistré par Fernandel.